# Калицано
Калица̀но (на италиански: Calizzano; на лигурски: Carizan, Карицан) е село и община в Северна Италия, провинция Савона, регион Лигурия. Разположено е на 647 m надморска височина. Населението на общината е 1545 души (към 2011 г.).